# Dunnet Head

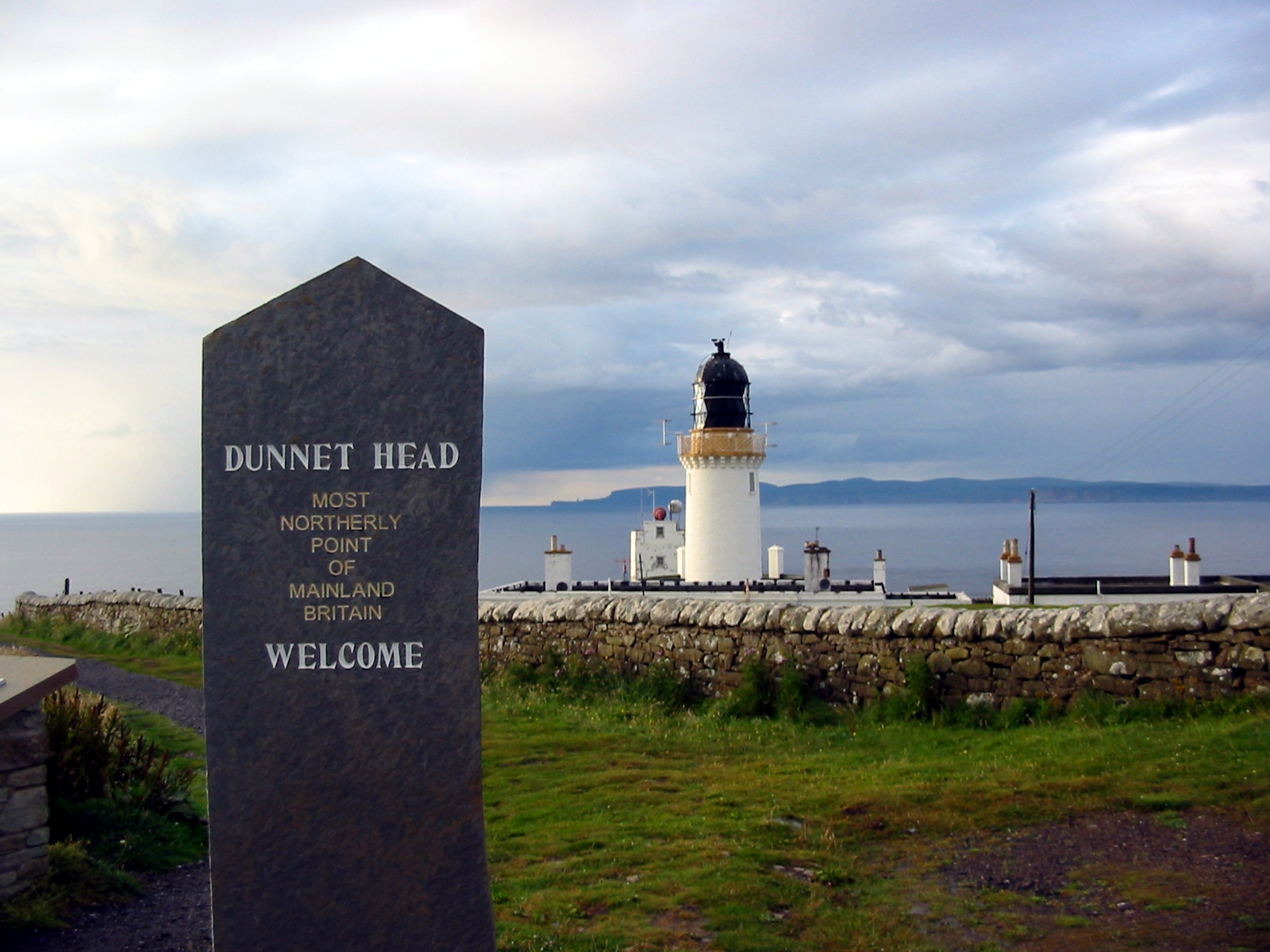
"Punto más septentrional de Gran Bretaña continental.".

Dunnet Head, en español punta Dunnet (en gaélico escocés, Ceann Dùnaid) es una pequeña península de la costa norte de Escocia que incluye la punta más septentrional de la parte continental de la isla de Gran Bretaña, Easter Head (58°40′21″N 03°22′31″O / 58.67250, -3.37528), localizada a unos 18 km al oeste/noroeste de John o' Groats y a unos 20 km de Duncansby Head. La punta pertenece al council  area de Highlands, en el condado de Caithness.
Dunnet Head se considera el límite occidental del Pentland Firth, en el lado meridional del fiordo, en Caithness (el límite oriental sería Duncansby Head).
El límite del cabo con el resto de la parte continental escocesa puede definirse como una línea norte-sur que va desde Little Clett a la boca de Dunnet Burn, en la bahía de Dunnet. Esta línea es seguida a lo largo la mayor parte de su ruta por una carretera de un único carril, la B855, que une Brough con el pueblo de Dunnet, haciendo de esta la carretera más septentrional de la parte continental de Gran Bretaña. Desde esta línea, el cabo se proyecta hacia el oeste y hacia el norte en el océano Atlántico y el Pentland Firth y alberga las aguas más al sur de la bahía de Dunnet.
La península está al este del burgh de Thurso y, en un día claro, permite unas vistas excelentes de las islas de Stroma, al este, y Hoy y Mainland, localizadas unos 15 km al norte, al otro lado de las aguas del Pentland Firth.
- Datos: Q1260729
- Multimedia: Dunnet Head / Q1260729